# Gabal Elba
Gabal Elba (arabo: جَبَل علْبَة Gabal ʿElba, «Montagna Scatola») è il nome attribuito sia alla montagna vera e propria, sia all'area montuosa situata nel Triangolo di Halaib, nel Nord-est dell'Africa. Tale area è rivendicata sia dall'Egitto che dal Sudan, ma attualmente è sotto controllo egiziano.

## Geografia
Le cime più alte dell'area sono il Gabal Elba (1.435 m), il Gabal Shellal (1.409 m), il Gabal Shendib (1.910 m) e il Gabal Shendodai (1.526 m).
La piovosità media annua nella regione è inferiore ai 50 mm, ma le precipitazioni orografiche nella zona del Gabal Elba possono raggiungere i 400 mm nelle aree più elevate.
Questo fenomeno è dovuto alla vicinanza della costa del Mar Rosso (a circa 15-30 km a est della catena montuosa) e anche al fatto che la costa, leggermente incurvata verso est in quel punto, presenta un fronte insolitamente ampio verso il mare lungo una fascia pianeggiante di 20-25 km. Questa configurazione facilita l'intercettazione dei venti carichi di umidità provenienti da nord-est. Il fenomeno è più marcato nel nord-est della regione, dove si trova il Gabal Elba, il che spiega perché questa montagna riceva più precipitazioni rispetto ad altri rilievi costieri, anche se più elevati. L'aridità aumenta progressivamente verso sud-ovest.

## Ecologia
La sommità del Gabal Elba è una «oasi di nebbia», dove gran parte della precipitazione si presenta sotto forma di rugiada, nebbia e nubi, dando origine a un ecosistema unico nel suo genere in tutto il paese. Il Gabal Elba è infatti considerato un hotspot di biodiversità, con una diversità biologica senza eguali in qualsiasi ambiente terrestre dell'Egitto. La relativa abbondanza di umidità supporta una flora variegata, con circa 458 specie vegetali – quasi il 25% delle specie registrate per l'intero paese. Molte specie afrotropicali raggiungono proprio qui il loro limite settentrionale di distribuzione, e la copertura densa di acacie e altri arbusti rappresenta l'unica area boschiva naturale dell'Egitto.
Nella zona di nebbia in quota, le specie arboree come acacie, Moringa e l'albero del drago del Gabal Elba (Dracaena ombet) formano il tetto del bosco, mentre felci, muschi e piante succulente popolano il sottobosco. La montagna intercetta i venti umidi da nord-est, e i versanti settentrionali e nord-orientali sono più umidi rispetto a quelli occidentali e meridionali. Nelle zone pedemontane e lungo i corsi d'acqua crescono savane di acacie e Delonix. La montagna ospita la più grande popolazione residua di Dracaena ombet in Egitto e Sudan.
Intorno al Gabal Elba nidificano 41 speciee di uccelli. Tra le specie afrotropicali che qui raggiungono il limite settentrionale della loro distribuzione si annoverano il falco giocoliere (Terathopius ecaudatus), la tortora maschera di ferro (Oena capensis), il succiacapre della Nubia (Caprimulgus nubicus), la nettarinia abissina (Cinnyris habessinicus), la bigia del mar Rosso (Curruca leucomelaena), l'averla di macchia rosata (Telophorus cruentus), il becco d'argento (Euodice cantans) e il passero dorato del Sudan (Passer luteus). Altre specie autoctone sono l'allodola capinera (Eremopterix nigriceps), il garrulo fulvo (Argya fulva) e lo struzzo (Struthio camelus), oltre ai rapaci avvoltoio orecchiuto (Torgos tracheliotos), avvoltoio barbuto (Gypaetus barbatus), capovaccaio (Neophron percnopterus), aquila di Verreaux (Aquila verreauxii) e aquila del Bonelli (Aquila fasciata).

### Parco nazionale
Il Parco nazionale del Gabal Elba (22.9°N 35.34°E), dichiarato tale dal primo ministro egiziano Ahmed Nazif nel 1986, copre circa 3.560.000 ettari, comprendendo la maggior parte del Triangolo di Halaib (eccetto il suo angolo più occidentale) e un'area di dimensioni simili a nord di esso. È noto anche per la possibile presenza dell'ultima popolazione di asino selvatico della Nubia, benché la purezza genetica di tali animali sia dubbia.
Il 16 dicembre 2014, un leopardo adulto maschio è stato ucciso da un gruppo di pastori dopo che aveva attaccato il loro cammello nel Wadi Shalal, nella regione di Halaib, nell'estremo sud-est dell'Egitto. Si tratta del primo avvistamento confermato di un leopardo in Egitto dagli anni Cinquanta.
Nell'inverno del 2024, una iena maculata è stata uccisa da abitanti locali all'interno dell'area protetta del Gabal Elba. È la prima presenza documentata della specie nell'Egitto moderno dalla sua estinzione oltre 5.000 anni fa. I ricercatori hanno ipotizzato che l'aumento delle precipitazioni e delle attività di pascolo abbia facilitato un corridoio di dispersione per le iene dal vicino Sudan. Il ritrovamento è avvenuto 500 km a nord rispetto all'areale precedentemente conosciuto della specie.